# Петровка-Поповка
Петро́вка-Попо́вка (укр. Петрівка-Попівка) — село в Лысянском районе Черкасской области Украины.
Население по переписи 2001 года составляло 296 человек. Почтовый индекс — 19313. Телефонный код — 4749.

## Местный совет
19313, Черкасская обл., Лысянский р-н, с. Петровка-Поповка